# Dean Gorré
Pour les articles homonymes, voir Gorré (homonymie).
Dean Roberto Gorré, né le 10 septembre 1970 à Paramaribo au Suriname, est un footballeur néerlandais, aujourd'hui entraîneur.

## Biographie

### Carrière de joueur
Dean Gorré joue notamment en faveur du Feyenoord Rotterdam et de l'Ajax Amsterdam. Avec ces deux équipes, il remporte deux titres de champion des Pays-Bas et plusieurs Coupes nationales.
Il joue 11 matchs dans les compétitions européennes. Le 4 novembre 1998, il inscrit un but en Ligue des champions face au club grec de l'Olympiakos.
Il dispute un total de 206 matchs en première division néerlandaise, pour 37 buts inscrits.

### Carrière d'entraîneur
Gorré débute comme entraîneur-adjoint à Stoke City puis à Southampton en 2008-09. En janvier 2011, il devient entraîneur du RBC Roosendaal, et malgré une série de résultats négatifs, il parvient à éviter la relégation en fin de saison. Gorré est tout de même licencié en juin 2011 car le club est déclaré en faillite et subit un dépôt de bilan.
Après un bref passage comme entraîneur des jeunes de l'Ajax Amsterdam, on le retrouve en février 2012 à la tête de l'équipe d'Écosse des moins de 17 ans. Il y restera pendant un peu plus d'un an avant de démissionner en mars 2013 pour raisons personnelles.
En février 2015, Gorré prend les rênes de la sélection du Suriname, son pays natal, mais échoue dans les qualifications à la Coupe du monde 2018, éliminé au 2e tour préliminaire par le Nicaragua. En juillet 2018, il revient à la tête de l'équipe.

## Palmarès
- Champion des Pays-Bas en 1993 avec le Feyenoord Rotterdam et en 1998 avec l'Ajax Amsterdam
- Vainqueur de la Coupe des Pays-Bas en 1994 avec le Feyenoord Rotterdam, en 1998 et 1999 avec l'Ajax Amsterdam